# 基督教兒童基金會
「基督教兒童基金會」（Christian Children's Fund）原稱「中國兒童基金會」（China's Children Fund），由長老會（Presbyterian）之J. Calvitt Clarke於1938年10月6日創立，旨在援助因抗日戰爭而流離失所的中國兒童。隨著任務擴展到其他國家，該會於1951年2月6日更名為「基督教兒童基金會」 (Christian Children's Fund)。2002年6月，該會與其他11個國際兒童援助組織建立一個全球網絡，即為ChildFund Alliance。

## 部份在香港事工
1950 年，中國政權易手，共產黨執政並驅逐所有外國傳教士離境，「基督教兒童基金會」在華主事微勞士牧師(Rev. Verent Mills)前來香港，繼續事工。該會為在1978年8月1日於香港成立之「香港青少年服務處」前身。以下為「基督教兒童基金會」部份在香港之事工: 

### 大埔農藝所及松嶺村
該會於1950年10月創辦孤兒農藝所, 地點在大埔南坑村，為孤兒提供照顧及農牧業訓練。1973年前該會於大埔南坑頌雅路的「松嶺村」佔地14.5英畝，內有「松嶺育嬰院」(嬰孩的孤兒院)、「嘉樂兒童院」(兒童孤兒院)及一所學校。1973年該會將「松嶺村」移交予「匡智會」(前稱「香港弱智人士服務協進會」)。 

### 元朗兒童教養院
1951至58年間，該會於元朗達德公所開設孤兒院，名為元朗兒童教養院。

### 調景嶺賑濟工作[4]
- 1950年，該會與宣道會合辦手藝工場，為調景嶺難民提供就業機會。該會與宣道會合資七千元建造禮拜堂，以此為調景嶺會址開展事工。
- 該會又向已於社會局登記之十六歲以下難民發給奶票，每日派發奶粉沖調的牛奶和糖果餅乾等食物;
- 安排西方人士認養孤兒;
- 並營辦一所幼稚園。

### 粉嶺信愛兒童院
1951年，該會接管「粉嶺育嬰院」後，亦管理位於粉嶺約瑟樓的「信愛孤兒院」（Faith Love Christian Home，又稱「粉嶺兒童院」），並在龍躍頭荔枝園開辦「信愛兒童院」（Faith Love School），專門收容 6 至 10 歲的孤兒，讓他們接受小學教育及照顧。部分在院內的兒童得到美軍官兵領養。1971年「信愛兒童院」停辦，院址以一美元賣給宣道會西差會，成為「宣道園」。

### 烏溪沙兒童新村
- 1952年，該會向香港政府購入烏溪沙一幅土地作孤兒院之用。孤兒院於1958年落成後定名為「烏溪沙兒童新村」（Children's Garden）。兒童新村收容逾千孤兒，內有中小學校、教職員宿舍、禮堂、實驗農場、工場、大型足球場等康樂體育設施，並有66間屋舍（cottage），稱之為「家」。
- 至 1950 年代初，該會在香港直接或間接資助九間兒童收容所。每年農曆新年期間，該會孤兒院都齊集在九龍麥花臣球場，舉行大型聚會。
- 「烏溪沙兒童新村」於1971年結束，院址移交予「香港中華基督教青年會」（Chinese YMCA of Hong Kong），發展成「烏溪沙青年新村」[7][8]。

### 資助天台學校
1953年石硤尾木屋區大火後，政府開始清理木屋區和興建公共屋邨，以改善居民的生活質素。微勞士牧師建議政府可於「板式樓」(slab blocks)公屋的天台設立小學，成為香港天台學校的起源。該會先後資助天台學校三十所。